# つばめ交通
有限会社つばめ交通（つばめこうつう）は、青森県上北郡六戸町大字犬落瀬字千刈田2-63に本社を置くタクシー・バス事業者である。青森県タクシー協会会員、青森県バス協会会員。
青森県上北郡六戸町を拠点として、「つばめタクシー」のブランド名でタクシー事業を、「つばめバス」のブランド名で貸切バス・乗合バス事業を営む。送迎バスを運行するほか、過去には町から委託を受けて町営バスの運行も行っていた。
2021年現在、バス車両は乗合バス1台、貸切バス7台を保有する。イオンモール下田のシャトルバスを運行受託している。
タクシー車両は一般車（セダンタクシー）とジャンボタクシーを保有し、ハイブリッドカーのトヨタ・プリウスも保有する。
貸切車とタクシーの塗色は白地に青と紺色のラインが入り、タクシーの車体と行灯にはツバメのマークが描かれている。イオンモール下田のシャトルバスはイオン専用カラーに塗られている。乗合車の塗色はイオン専用カラーに近いピンク色に「Tsubame Kotsu」の文字と白いラインが描かれている。

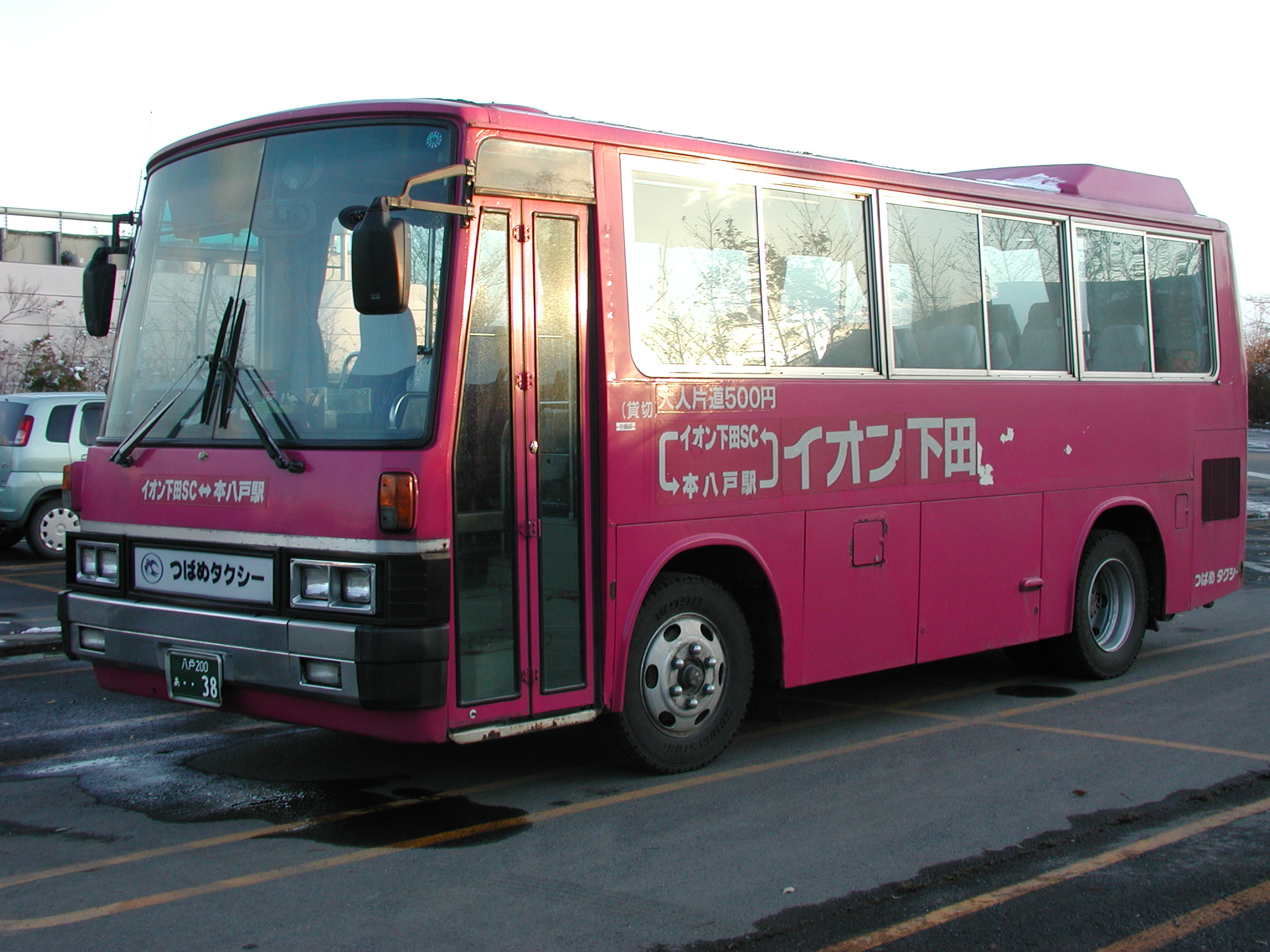
イオンモール下田シャトルバス専用色 八戸200か38 三菱ふそう・エアロミディMK観光型 P-MK126F
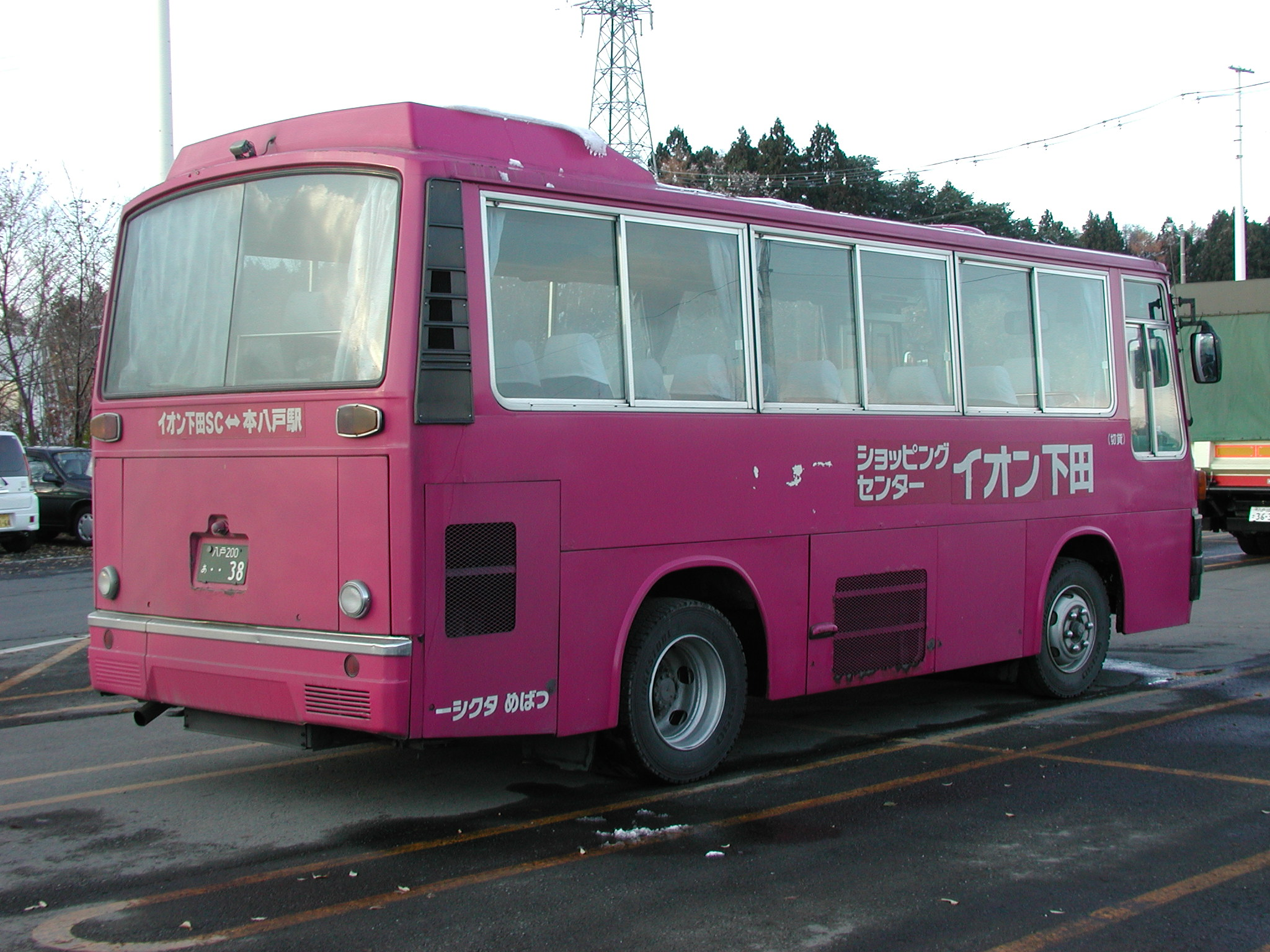
イオンモール下田シャトルバス専用色 八戸200か38 三菱ふそう・エアロミディMK観光型 P-MK126F
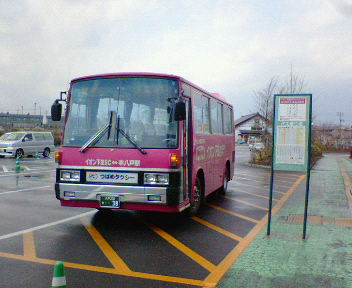
イオンモール下田シャトルバス専用色 八戸200か38 三菱ふそう・エアロミディMK観光型 P-MK126F
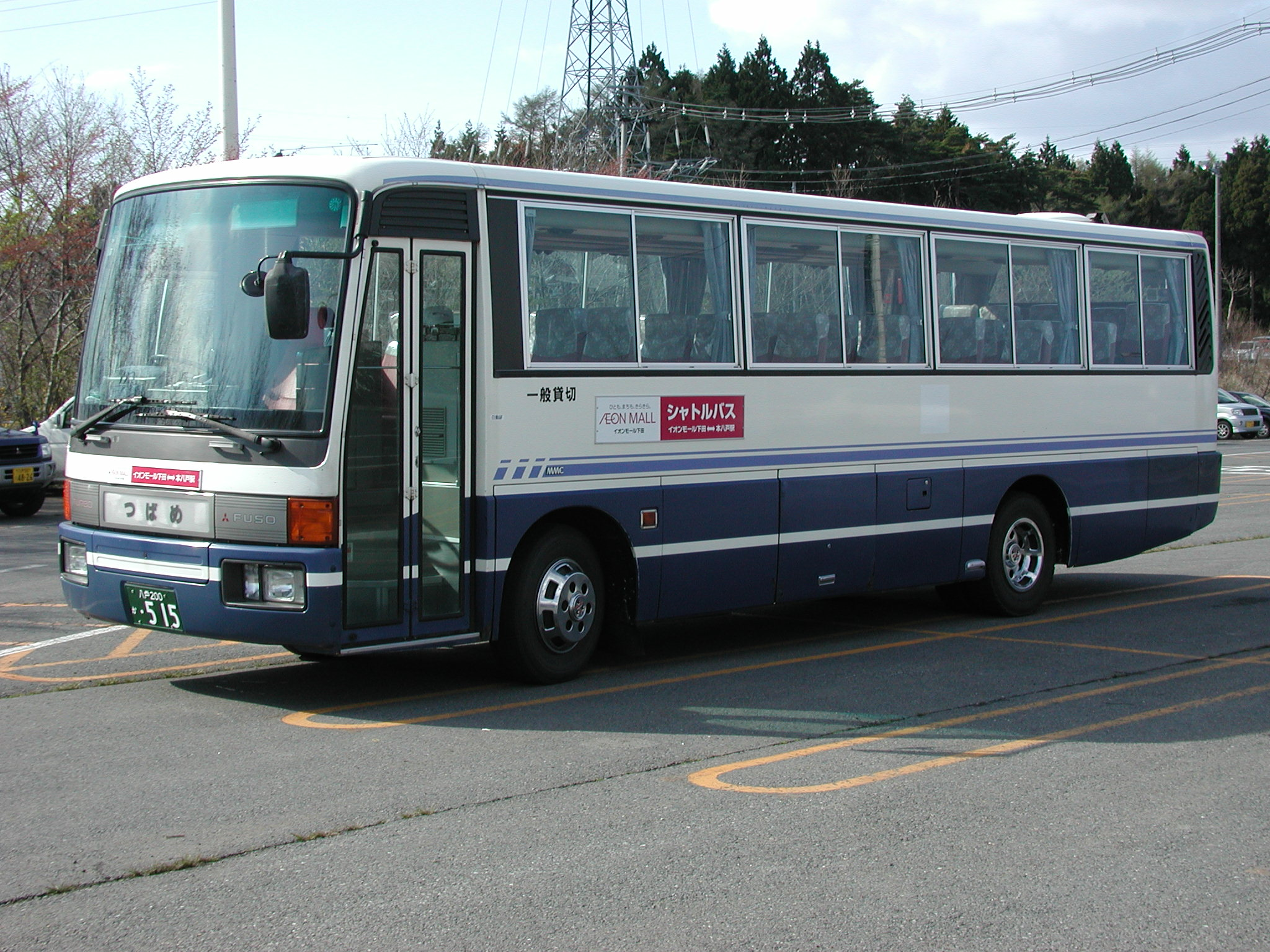
貸切車標準色 八戸200か515 三菱ふそう・エアロミディMK観光型 P-MK595J
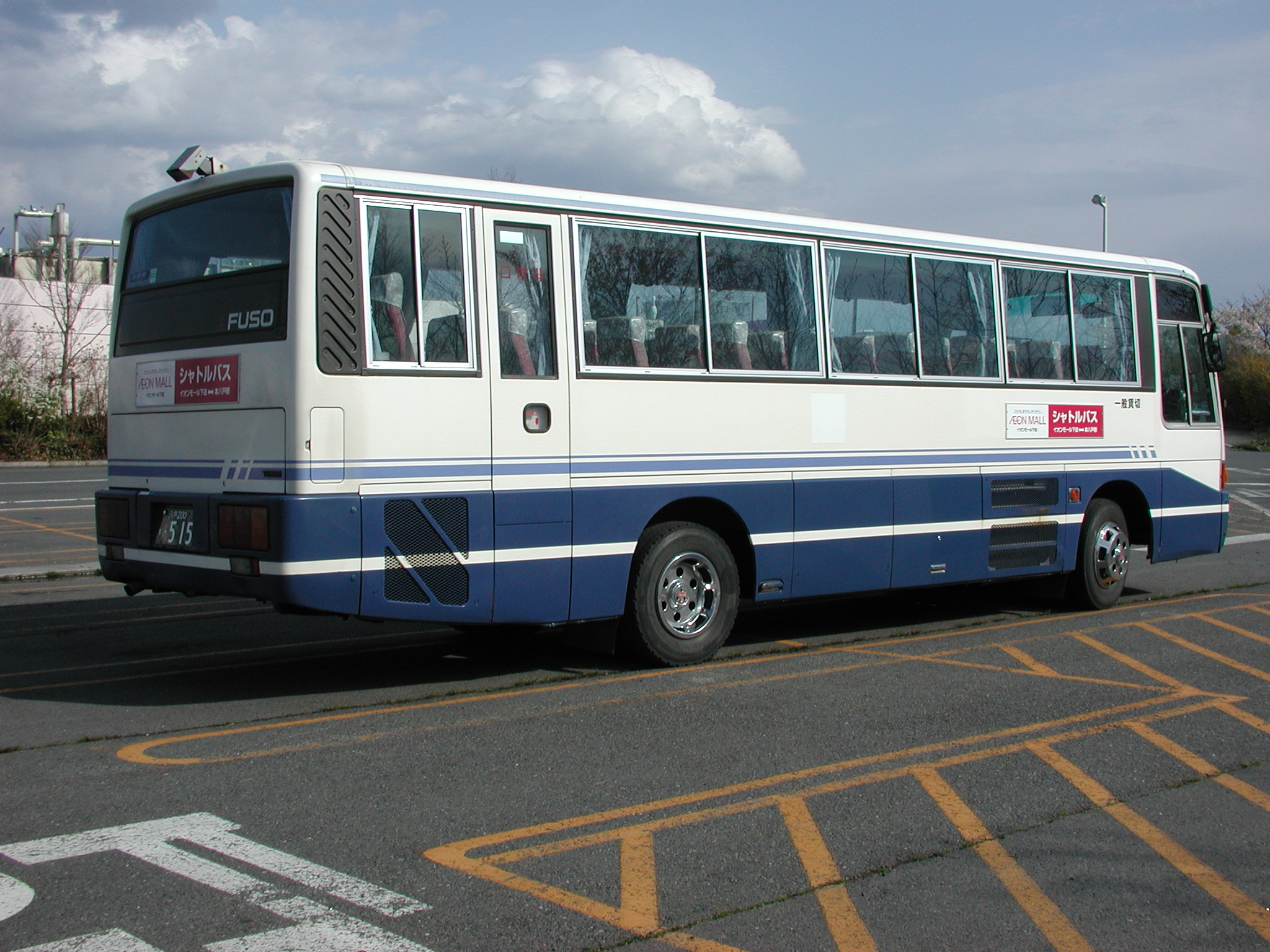
貸切車標準色 八戸200か515 三菱ふそう・エアロミディMK観光型 P-MK595J